# 陳日君
陳日君（ちん じつくん、普通話：チェン・ジーチュン、上海語：ゼン・ゼッキュン、広東語：チャン・ヤックワン、英語：Joseph Zen Ze-Kiun、1932年1月13日-）は、香港のカトリック教会の名誉司教、枢機卿及びサレジオ会士。2002年から2009年までカトリック香港教区司教を務めた。

## 略歴
上海市出身で幼少時は上海に住み、12歳でサレジオ会の修道院に入った。1949年に中国共産党が政権を取った後、修道会は学校を経営する権利を失ったため香港の華南大修道院に移り、後にイタリアのトリノのサレジオ大学で学び、1961年2月11日にトリノで司祭に叙階された。1976年から1978年までの間、マカオサレジオ中学校で校長を務めた。1986年から1989年までの間は、香港仔工業学校の院長の職についた。1996年10月20日にカトリック香港教区協働司教に任命され、同年12月9日に胡振中枢機卿により司教叙階を受けた。2002年9月23日、前任司教の胡振中枢機卿の死去を受けて香港司教の職を受け継ぎ、同年10月20日に着座した。

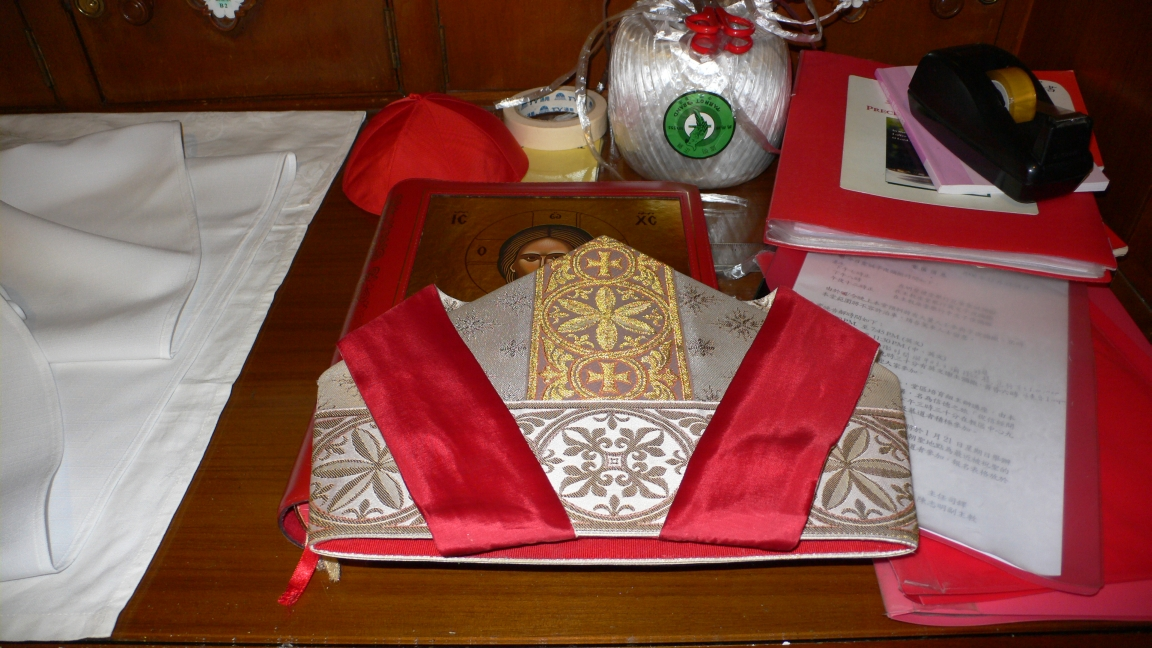
陳日君枢機卿の司教帽

2006年3月24日、教皇ベネディクト16世により枢機卿に任命された。

## 政治活動

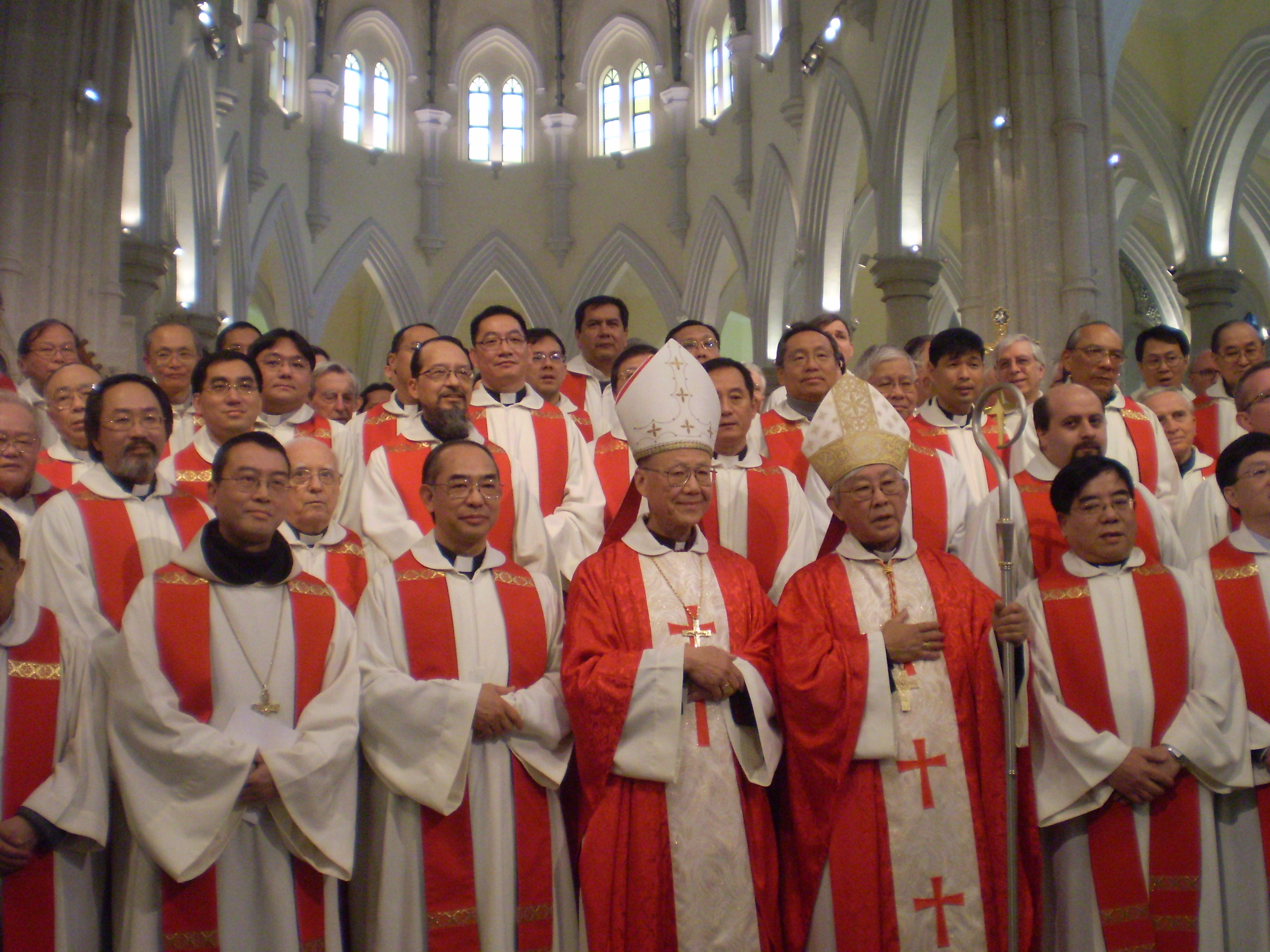
陳日君枢機卿、湯漢司教と
香港教区の聖職者

陳司教は、《カトリック教理》で香港基本法第23条反対の運動を展開し、彼は特別区政府が草案を白紙にしないのは市民を愚弄しているとした。その後、彼は香港のカトリック信徒の街でのデモを多く動員し、かつ2003年7月1日に自らヴィクトリアパークでデモ前の祈祷会を率いた。多くのカトリック信徒が彼の呼びかけのもとにこのデモに參加した。
2004年6月3日、即ち天安門事件15周年の前日の夜、香港教区は「民主中国」という名称の活動を開催した。陳司教は、香港は今まさに一つの血を流さない「天安門事件の鎮圧」を受けており、銃や戦車はないが頑固な一派が、民主派が香港独立を支持していると有りもしないことで非難し、香港市民が普通選挙を討論するのを阻止していると語った。この言葉は中国共産党の政府要人の猛烈な批判に遭い、薄熙来は更に彼を「不愛教不愛国」（教会を愛さず、国を愛さない）と指弾した。2004年7月1日に彼は再びビクトリアパークでデモ前の祈祷会を主催したが、デモには参加しなかった。
2005年11月3日、バチカンから香港に戻って後に、陳司教は香港市民は政改方案を支持するかどうかの決定権を持っているとし、政府は香港全住民の民意を調查をすべきであるという態度を公然と表明した。また、公然と信徒に12月4日のデモへの参加を呼びかけた。政改方案が否決された後に政務司司長許仕仁の名差しの批判に遭った。

### 教育制度改革での論争
2004年、教育局は香港教育制度改革で、俗に言う校本条例（正式名称は《2004年教育 (修訂) 条例》）の管理政策を導入し、香港中の学校に2009年より前に法人組織管理委員会(IMC)の成立を要求した。陳司教は強く反対したばかりでなく更に政府を告発し、もし政府との訴訟で敗訴したら、教区は部分的な学校を主催する権利を放棄する事も有りうると公言した。2006年1月初めに2名の教師が相次いで自殺した後、彼は事件が教育制度改革と関連があるに違いないと指摘し、政府に直ちに教育制度改革の執行停止を要請した。

### 中国大陸との関係

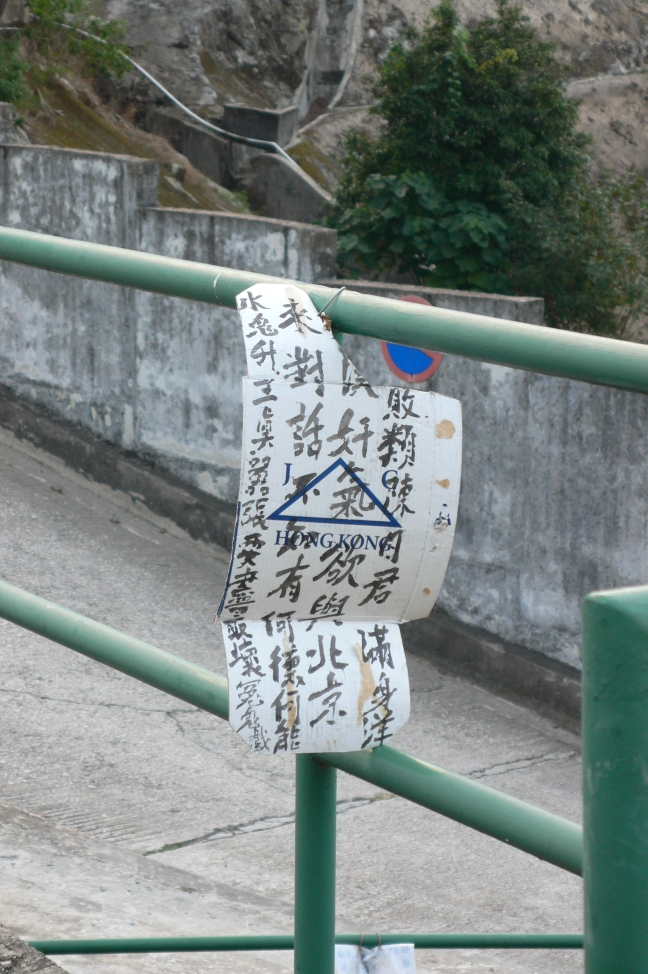
一ある人が聖十字架カトリック墓地に掲げた陳日君の政治的立場に対する不満を表したビラ

1998年に香港教区協働司教になり、教皇庁の義和団が殺害した宣教師の列聖を公然と支持した。その後、中国大陸の訪問を6年にわたり禁止された。中国日報、新華社、中国政府の役人は更に多くの彼に対する批判を発表した。香港基本法第23条の立法期間に、立法会議員の梁富華は更に陳司教が「病的な信徒」であるとした。2004年5月3日、陳司教は上海を訪問して6年間の対峙は終わったが、彼と中国大陸の関係はなお相当悪い。
この外に、陳司教は中国共産党が弾圧する法輪功と、全国人民代表大会常委員会が香港特別行政区基本法を解釈する法律等の問題で、北京の意見とは反対の論調を張った。最初の解釈法が出た後に、当時協働司教であった彼は、公然と政府が無数の良い家庭を離散させたと責めた。法輪功を邪教と見做すことは出来ず、ならびに特別区政府の法輪功の活動の抑制等の香港人の宗教の自由抑圧を批判した。
2009年5月29日のミサで、1989年の天安門事件の被害者を「殉教者」と表現し、さらにインタビューで当時の指導者である鄧小平が虐殺を許可したことに対し、公然と非難されるべきであると語った。

### 中国大陸カトリック教会との関係
陳は、中国政府を「邪悪かつ強硬」と強く批判している。
陳枢機卿は2008年11月にUCAニュースの取材を受け、バチカン国務長官タルチジオ・ベルトーネ（Tarcisio Bertone）枢機卿が同年4月23日に教皇庁が認可した90名の中国大陸の司教に手紙を送ったことを評論した。ベルトーネ枢機卿の書簡は、教皇は中国大陸全部の司教が、勇敢にその職務を履行して教会の普遍性を示し、並びに政府当局との直接に相互を尊重する対話を展開することで、更に広大な自由の空間を取得するように鼓舞していると指摘した。彼も司教達に団結するように促し、当局が彼等の「真の自由で共に集まり、真の自由で問題を探求する権利」、ならびに司教叙階は教皇庁が認可してから初めて進められるということへの保証を承認するよう要求した。
陳枢機卿は、教皇ベネディクト16世が2007年6月に「中国カトリック信者に宛てた書簡」中で教会の原則に触れており、教皇庁は中国大陸の司教が教会の教義を守るよう励ます必要があり、それは司教は今、彼らの牧職に相応な行為を表現するべきであり、司教は「英雄のような勇気」を備えていなければならず、それは教会の未来が彼等に掛かっているからであると指摘した。
彼は中国大陸の司教が最初のキリスト教殉教者である聖ステファノに倣うよう鼓舞し、彼等が「一切を無くす」ようなことはさせないという立場を表明した。
2018年9月22日、バチカンは中国政府と、長年対立していた司教の任命権について、暫定合意に至ったと発表した。これについて陳は、「ローマ法王庁は中国の信者を売り渡した。絶望している」と批判した。この暫定合意の内容は、詳細が明らかになっていないが、これについても「暫定合意の内容を秘密にしていることからも、相当に悪いものだろう」と指摘している。
なお、教皇フランシスコは2018年9月の合意の一環として、中国政府によって任命された司教7人を承認した。この事態に対し、2018年10月25日に陳日君は、「（教皇は）中国の体制を理解していない」、「この合意は中国における「真の教会の消滅」につながる」、「私が風刺漫画家なら、教皇がひざまずき、中国の習近平国家主席に天国の鍵を差し出して、『どうか私を教皇として認めてください』と言っている絵を描くだろう」等と再び厳しい批判を行っている。

### 逮捕
2022年5月、香港警察は陳日君を含む4人を国家安全維持法違反容疑で逮捕した。4人は2019年-2020年香港民主化デモで負傷・逮捕された参加者を支援する「612人道支援基金」の信託人だった。

## 引退
2005年9月19日、香港の新聞蘋果日報は第一面で、陳枢機卿が2007年1月に引退するつもりであると報道した。教皇庁の規定によれば、陳司教は2007年1月の75歳の時に引退を申し出ることが出来、引退後は中国大陸に行き学問を教えることを望んでいた。しかし、同年3月21日、教皇ベネディクト16世は彼に司教職に留まるよう命じた。
2008年10月、彼は第12回世界司教会議期間中に、教皇に対して3回目の辞職の申請をした。同年12月24日に香港ラジオ局の訪問を受けた時、陳枢機卿は既に教皇の認可を得たことを示した。2009年4月15日、教皇庁はカトリック香港教区司教である陳枢機卿の引退による辞職が、すでに教皇ベネディクト16世の承認を得たことを宣言し、それは直ちに発効した。香港教区協働司教の湯漢は、その翌日にカトリック香港教区の第7代の司教に就任した。